# Liga Europeană EHF Feminin 2023-2024 - fazele eliminatorii
Acest articol descrie fazele eliminatorii ale Ligii Europene EHF Feminin 2023-2024.

## Echipele calificate
În această fază s-au calificat echipele care au terminat pe primele două locuri în fiecare din cele patru grupe preliminare:
| Grupă | De pe locul 1 din grupă | De pe locul 2 din grupă |
| ----- | ----------------------- | ----------------------- |
| A     | Storhamar HE            | RK Podravka Koprivnica  |
| B     | HC Dunărea Brăila       | Thüringer HC            |
| C     | CS Gloria 2018 Bistrița | Neptunes de Nantes      |
| D     | Sola HK                 | Mosonmagyaróvári KC SE  |

## Format
În sferturile de finală fiecare echipă clasată pe primul loc într-una din grupele preliminare a jucat împotriva unei echipe clasate pe locul al doilea în altă grupă preliminară. Partidele s-au desfășurat în sistem tur-retur. Distribuția echipelor în sferturile de finală s-a făcut conform regulamentului competiției, echipele din grupa A jucând împotriva celor din grupa B, iar echipele din grupa C împotriva celor din grupa D.
Câștigătoarele sferturilor de finală au avansat în Final4.

## Sferturile de finală
| Echipa 1               | Scor gen. | Echipa 2                | Tur   | Retur |
| ---------------------- | --------- | ----------------------- | ----- | ----- |
| Thüringer HC           | 61 – 72   | Storhamar HE            | 35–39 | 26–33 |
| RK Podravka Koprivnica | 51 – 58   | HC Dunărea Brăila       | 26–32 | 25–26 |
| Mosonmagyaróvári KC SE | 55 – 59   | CS Gloria 2018 Bistrița | 30–32 | 25–27 |
| Neptunes de Nantes     | 60 – 57   | Sola HK                 | 31–27 | 39–30 |

| 16 martie 2024 16:00 | RK Podravka Koprivnica | 26 – 32 | HC Dunărea Brăila | Sportska dvorana Gimnazije Fran Galović, Koprivnica Asistență: 1200 Arbitri: Ilieva, Karbeska |
| 16 martie 2024 16:00 | Mamić 10               | (13–21) | Ježić 7           | Sportska dvorana Gimnazije Fran Galović, Koprivnica Asistență: 1200 Arbitri: Ilieva, Karbeska |
| 16 martie 2024 16:00 | 1×                     | Raport  | 2×                | Sportska dvorana Gimnazije Fran Galović, Koprivnica Asistență: 1200 Arbitri: Ilieva, Karbeska |

| 16 martie 2024 20:00 | Mosonmagyaróvári KC SE | 30 – 32 | CS Gloria 2018 Bistrița | UFM Aréna, Mosonmagyaróvár Asistență: 1001 Arbitri: Duplîi, Pobedrina |
| 16 martie 2024 20:00 | Stranigg               | (12–14) | Laslo 8                 | UFM Aréna, Mosonmagyaróvár Asistență: 1001 Arbitri: Duplîi, Pobedrina |
| 16 martie 2024 20:00 | 4× 1×                  | Raport  | 2×                      | UFM Aréna, Mosonmagyaróvár Asistență: 1001 Arbitri: Duplîi, Pobedrina |

| 17 martie 2024 16:00 | Thüringer HC | 35 – 39 | Storhamar HE | Salza-Halle, Bad Langensalza Asistență: 1400 Arbitri: Pagh, Thygesen |
| 17 martie 2024 16:00 | Reichert 9   | (17–19) | Obaidli 10   | Salza-Halle, Bad Langensalza Asistență: 1400 Arbitri: Pagh, Thygesen |
| 17 martie 2024 16:00 | 2× 1×        | Raport  | 2× 1×        | Salza-Halle, Bad Langensalza Asistență: 1400 Arbitri: Pagh, Thygesen |

| 17 martie 2024 18:00 | Neptunes de Nantes | 31 – 27 | Sola HK  | Complexe Sportif Mangin Beaulieu, Nantes Asistență: 1827 Arbitri: Iovcev, Ioncev |
| 17 martie 2024 18:00 | Vollebregt 5       | (16–15) | Holta 10 | Complexe Sportif Mangin Beaulieu, Nantes Asistență: 1827 Arbitri: Iovcev, Ioncev |
| 17 martie 2024 18:00 | 2× 1×              | Raport  | 3× 1×    | Complexe Sportif Mangin Beaulieu, Nantes Asistență: 1827 Arbitri: Iovcev, Ioncev |

| 23 martie 2024 15:00 | CS Gloria 2018 Bistrița | 27 – 25 | Mosonmagyaróvári KC SE | TeraPlast Arena, Bistrița Asistență: 3000 Arbitri: Pukšič, Satler |
| 23 martie 2024 15:00 | Laslo 9                 | (15–15) | Lancz 6                | TeraPlast Arena, Bistrița Asistență: 3000 Arbitri: Pukšič, Satler |
| 23 martie 2024 15:00 | 2×                      | Raport  | 3×                     | TeraPlast Arena, Bistrița Asistență: 3000 Arbitri: Pukšič, Satler |

| 23 martie 2024 16:00 | Storhamar HE | 33 – 26 | Thüringer HC | BoligPartner Arena, Hamar Asistență: 1321 Arbitri: Fukala, Mohyla |
| 23 martie 2024 16:00 | Obaidli 9    | (15–9)  | Rode 6       | BoligPartner Arena, Hamar Asistență: 1321 Arbitri: Fukala, Mohyla |
| 23 martie 2024 16:00 | 1×           | Raport  | 3× 1×        | BoligPartner Arena, Hamar Asistență: 1321 Arbitri: Fukala, Mohyla |

| 24 martie 2024 16:00 | Sola HK   | 30 – 29 | Neptunes de Nantes | Idrettshall, Stavanger Asistență: 1530 Arbitri: Bočáková, Jánošíková |
| 24 martie 2024 16:00 | Tveiten 6 | (10–17) | Sajka 8            | Idrettshall, Stavanger Asistență: 1530 Arbitri: Bočáková, Jánošíková |
| 24 martie 2024 16:00 | 4× 1×     | Raport  | 4× 1×              | Idrettshall, Stavanger Asistență: 1530 Arbitri: Bočáková, Jánošíková |

| 24 martie 2024 19:00 | HC Dunărea Brăila | 26 – 25 | RK Podravka Koprivnica | Sala Sporturilor „Romeo Iamandi”, Buzău Asistență: 1700 Arbitri: Aghakishi, Aghakishi |
| 24 martie 2024 19:00 | Ježić 8           | (10–12) | Šimara 5               | Sala Sporturilor „Romeo Iamandi”, Buzău Asistență: 1700 Arbitri: Aghakishi, Aghakishi |
| 24 martie 2024 19:00 | 3×                | Raport  | 2×                     | Sala Sporturilor „Romeo Iamandi”, Buzău Asistență: 1700 Arbitri: Aghakishi, Aghakishi |

## Final four

#### Echipe calificate
- CS Gloria 2018 Bistrița
- HC Dunărea Brăila
- Neptunes de Nantes
- Storhamar HE

### Tragerea la sorți
Tragerea la sorți pentru distribuția în semifinale a fost efectuată pe 26 martie 2024, la Viena. În urma tragerii la sorți au rezultat partidele de mai jos:
|  | Semifinalele         | Semifinalele |                      |    | Finala | Finala |
|  |                      |              |                      |    |        |        |
|  | 11 mai 2024          |              |                      |    |        |        |
|  |                      |              |                      |    |        |        |
|  | Gloria 2018 Bistrița | 37           |                      |    |        |        |
|  | Gloria 2018 Bistrița | 37           | 12 mai 2024          |    |        |        |
|  | HC Dunărea Brăila    | 26           |                      |    |        |        |
|  | HC Dunărea Brăila    | 26           | Gloria 2018 Bistrița | 27 |        |        |
|  | 11 mai 2024          |              | Gloria 2018 Bistrița | 27 |        |        |
|  |                      | Storhamar HE | 29                   |    |        |        |
|  | Storhamar HE         | Storhamar HE | 29                   | 28 |        |        |
|  | Storhamar HE         |              |                      | 28 |        |        |
|  | Neptunes de Nantes   | 27           |                      |    |        |        |
|  | Neptunes de Nantes   | 27           | Finala mică          |    |        |        |
|  |                      |              |                      |    |        |        |
|  | 12 mai 2024          |              |                      |    |        |        |
|  |                      |              |                      |    |        |        |
|  | HC Dunărea Brăila    | 38           |                      |    |        |        |
|  | HC Dunărea Brăila    | 38           |                      |    |        |        |
|  | Neptunes de Nantes   | 39           |                      |    |        |        |

### Semifinalele
| 11 mai 2024 15:00 | CS Gloria 2018 Bistrița | 37 – 26 | HC Dunărea Brăila | Raiffeisen Sportpark, Graz Asistență: 1650 Arbitri: Duplîi, Pobedrina |
| 11 mai 2024 15:00 | Laslo 9                 | (20–14) | Ježić 7           | Raiffeisen Sportpark, Graz Asistență: 1650 Arbitri: Duplîi, Pobedrina |
| 11 mai 2024 15:00 | 6× 1×                   | Raport  | 3×                | Raiffeisen Sportpark, Graz Asistență: 1650 Arbitri: Duplîi, Pobedrina |

| 11 mai 2024 18:00 | Storhamar HE        | 28 – 27 | Neptunes de Nantes | Raiffeisen Sportpark, Graz Asistență: 1450 Arbitri: Vranes, Wenninger |
| 11 mai 2024 18:00 | Nestaker, Obaidli 7 | (12–16) | Sajka 7            | Raiffeisen Sportpark, Graz Asistență: 1450 Arbitri: Vranes, Wenninger |
| 11 mai 2024 18:00 | 3×                  | Raport  | 6×                 | Raiffeisen Sportpark, Graz Asistență: 1450 Arbitri: Vranes, Wenninger |

### Finala mică
| 12 mai 2024 15:00 | HC Dunărea Brăila              | 38 – 39 (Prel.) | Neptunes de Nantes | Raiffeisen Sportpark, Graz Asistență: 1600 Arbitri: Merisi, Pepe |
| 12 mai 2024 15:00 | González, da Rocha, Živković 6 | (14–18)         | Ondono 6           | Raiffeisen Sportpark, Graz Asistență: 1600 Arbitri: Merisi, Pepe |
| 12 mai 2024 15:00 |                                | Raport          | 3×                 | Raiffeisen Sportpark, Graz Asistență: 1600 Arbitri: Merisi, Pepe |
| 12 mai 2024 15:00 | FT: 33–33 7m: 5–6              |                 |                    | Raiffeisen Sportpark, Graz Asistență: 1600 Arbitri: Merisi, Pepe |

### Finala
Câștigătoarea ediției 2023-2024 a Ligii Europene EHF Feminin a fost echipa norvegiană Storhamar HE, care a învins echipa românească CS Gloria 2018 Bistrița-Năsăud cu scorul de 27–29.
| 12 mai 2024 18:00 | CS Gloria 2018 Bistrița  | 27 – 29 | Storhamar HE | Raiffeisen Sportpark, Graz Asistență: 1800 Arbitri: Hatipoğlu, Şimşek |
| 12 mai 2024 18:00 | Araújo Frossard, Laslo 6 | (15–14) | Obaidli 9    | Raiffeisen Sportpark, Graz Asistență: 1800 Arbitri: Hatipoğlu, Şimşek |
| 12 mai 2024 18:00 | 3× 1× 2×                 | Raport  | 3× 2×        | Raiffeisen Sportpark, Graz Asistență: 1800 Arbitri: Hatipoğlu, Şimşek |